# Barão de Mogadouro
Barão de Mogadouro foi um título nobiliárquico criado por decreto da rainha D. Maria II de Portugal, assinado a 12 de Outubro de 1839 e em duas vidas, a favor do magistrado João António Ferreira de Moura.
Usaram o título as seguintes pessoas:
1. João António Ferreira de Moura, 1.º barão de Mogadouro;
2. Ana Isabel Maria de Moura Pegado, filha do anterior, nascida a 10 de Outubro de 1824, que casou a 5 de Outubro de 1844 com António Saraiva de Albuquerque Vilhena, barão de Mogadouro pelo casamento, tenente coronel honorário do Batalhão de Caçadores Nacionais da Guarda;
3. João António Ferreira de Moura, 3.º barão de Mogadouro, filho dos precedentes, por renovação concedida por decreto de 24 de Agosto de 1852.